# Fausto Coppi
Angelo Fausto Coppi (15. september 1919 – 2. januar 1960, Tortona), var en italiensk cykelrytter. Men kælenavnet Il Campionissimo ("mestrenes mester") er han en af alle tiders mest succesrige og mest populære cykelryttere. Han vandt Tour de France to gange (1949 og 1952) og Giro d'Italia fem gange (1940, 1947, 1949, 1952 og 1953).

## Karriere
Coppi blev født i Castellania i provinsen Alessandria Piemonte.
Han opnåede sin første store succes i 1940, da han som 20-årig fik sin første sejr i Giroen.
I 1942 satte han en ny timerekord (45,871 km), som holdt i 14 år, indtil den blev slået af Jacques Anquetil i 1956. Derefter blev hans lovende karriere afbrudt af 2. verdenskrig. I 1946 genoptog han cyklingen og opnåede i de følgende år en serie af bemærkelsesværdige succeser, som endnu kun er blevet overgået af Eddy Merckx.
To gange, i 1949 og 1952, vandt han en såkaldt double: Giro d'Italia og Tour de France i det samme år. Han nåede i alt fem sejre i Giroen, hvad der er rekord: en rekord han deler med Alfredo Binda og Eddy Merckx. Hans sejrsliste inkluderer også 9 klassiskersejre: han vandt Lombardiet Rundt fem gange, Milano-San Remo tre gange og Paris-Roubaix en gang. Derudover blev han verdensmester i 1953.
Fausto Coppis tid bliver ofte omtalt som begyndelsen på Cykelsportens gyldne tidsalder. Coppis rivalisering med den fem år ældre Gino Bartali var stærkt medvirkede til skabelsen af denne betegnelse (Bartali havde ved slutningen af 1939-sæsonen hjulpet Coppi med at skaffe ham en plads som hjælperytter på sit hold og hjalp ham derefter med at vinde Giroen i 1940, efter at et tidligt styrt havde berøvet Bartali en hver chance for samlet sejr).
Senere i karrieren, når Coppi og Bartali, sandsynligvis de to største italienske ryttere gennem tiden, mødtes, var det den mest berømt rivalisering i cykelsportens historie, og den enorme italienske fanskare (tifosi) delte sig i to: coppister og bartalister.

## Tragedie
Ved siden af succeserne blev Coppis karriere formet af skæbnens slag: I 1951 styrtede hans holdkammerat og yngre bror, Serse Coppi, under en sprint i Giro del Piemonte. Efter hjemkomsten til hotellet ramtes Serse af en hjerneblødning og døde (en kuriøs parallel til Bartali som i 1936 også mistede en bror, Giulio, i et uheld under et cykelløb). Fausto blev ramt af adskillige brækkede knogler i løbet af sin karriere. I 1953 kom det frem, at han havde forladt sin kone til fordel for Giulia Occhini, la dama blanca ("den hvide kvinde"). I 1950'ernes Italien blev dette opfattet som en skandale. Deres kærlighedshistorie blev portrætteret i 1993 i filmen Il Grande Fausto. Coppi og hans ledsagerske blev fordømt både juridisk og moralsk. Han fortsatte sin karriere, men den nåede aldrig samme højde som før.
I slutningen af 1959, da Coppi var på en kombineret cykel- og jagtferie i Øvre Volta (nu Burkina Faso), blev han ramt af malaria. Da sygdommen efter hans hjemkomst til Italien brød ud, nåede han ikke at få en effektiv behandling, da den rette diagnose ikke blev stillet i tide. Coppi døde 40 år gammel på hospitalet i Tortona.

## Arv
Selvom Eddy Merckx' sejrsliste uden tvivl er større, mener mange eksperter alligevel, at Coppi er alle tiders største cykelrytter (se nedenfor). I dag mindes Giroen Coppi, når løbet når bjergene. En speciel bjergpræmie, Cima Coppi, bliver givet til den rytter, som først når løbets højeste punkt. I 1999 opnåede Coppi en andenplads i en afstemning om det forgange århundredes største italienske sportsudøver.

### Coppi-Merckx-debatten
På trods af Eddy Merckx' imponerende sejre mener nogle (de fleste i Italien) alligevel, at Coppi er alle tiders største cykelrytter. Denne overbevisning bygger på tre punkter:
- Coppi kørte i en periode, hvor rejser (især over landegrænser) var forbundet med langt mere besvær end 20 år senere. Ligesom Gino Bartali mistede Coppi fem år af sin karriere på grund af 2. verdenskrig, hvor han blev taget som krigsfange af briterne.
- Mens Eddy Merckx vandt sin første giro, da han var 23 (i 1968) og endte som toer i et stort etapeløb da han var 30 (Tour de France 1975), vandt Coppi sin første giro, da han var 20 (sit første professionelle løb) og tabte en giro med kun 11 sekunder i 1955, da han var 35.
- Eddy Merckx opbyggede en knusende liste af sejre mod mange store konkurrenter: hans italienske ærkerival Felice Gimondi; belgierne Roger de Vlaeminck (stor endagsrytter), Herman van Springel, Lucien van Impe; franske Bernard Thévenet; hollandske Joop Zoetemelk og spanierne Luis Ocaña og José Manuel Fuente. De var sandsynligvis den største koncentration af store cykelryttere siden 1950'erne: Lance Armstrong, Bernard Hinault, Miguel Indurain og Jacques Anquetil slog alle konkurrenter, som unægtelig var svagere. Men Coppi vandt alle sejre mod hvad der måske var alle tiders hidtil største koncentration af cykeltalent. For det første: kun i 1940'erne kørte to mestre som Coppi og Bartali på samme tid. For italienere var det umuligt ikke at vælge mellem de to. På samme tid var der andre cykelryttere, som hver for sig ville have været en dominerende kraft i andre perioder: den italienske tredjemand Fiorenzo Magni, de to største schweiziske cykelryttere Ferdinand Kübler og Hugo Koblet, belgierne Rick van Steenbergen og Stan Ockers samt franskmændene Jean Robic og Louison Bobet.

Alt dette betyder ikke, at Eddy Merck er Fausto Coppi underlegen, men det kan måske medvirke til at balancere billedet end smule. En italiensk cykelhistoriker, Gian Paolo Ormezzano, har sagt at Coppi har været den største cykelrytter gennem tiderne, mens Merckx har været den stærkeste.